# Jaakko Hallama

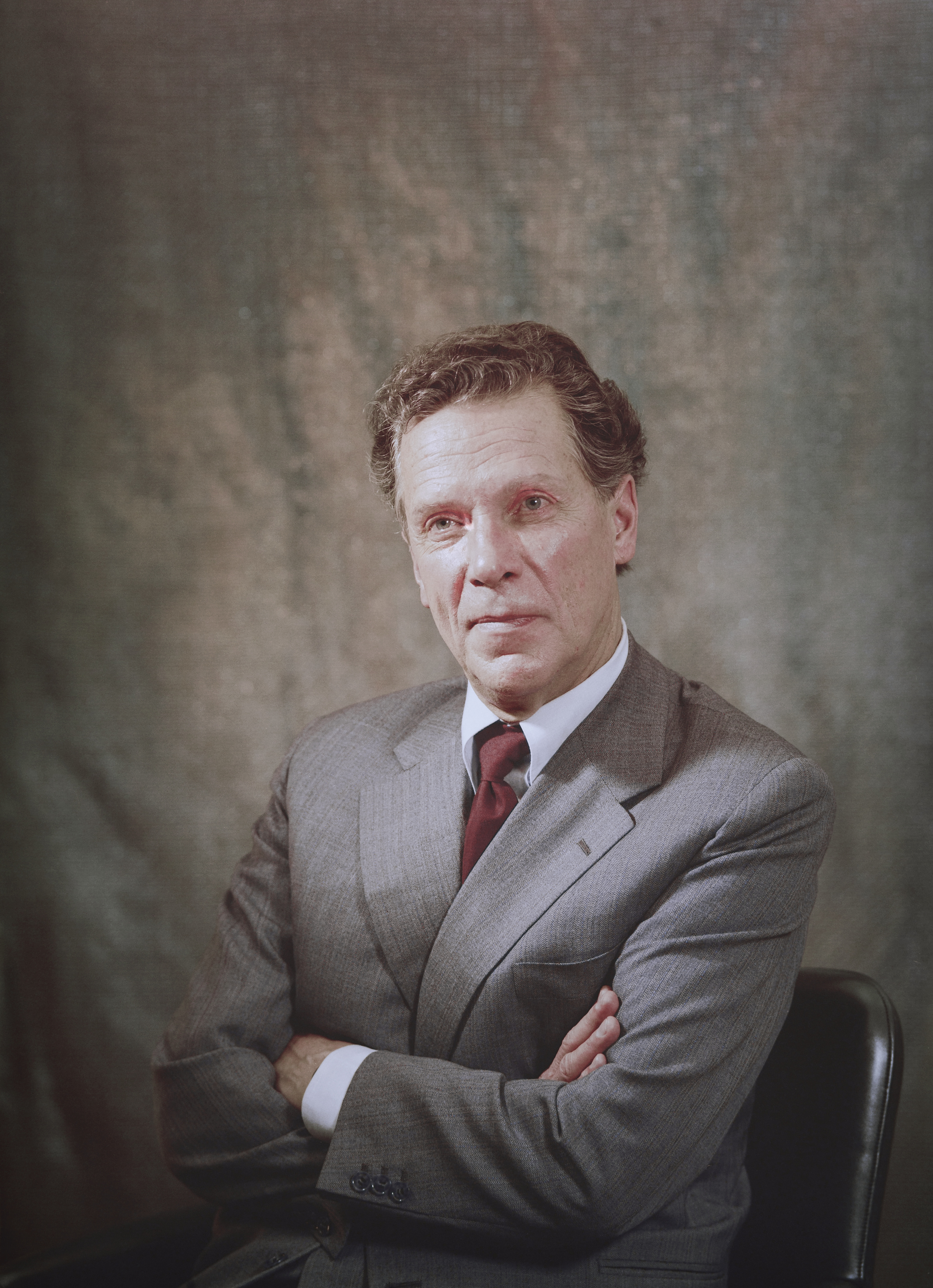
Jaakko-Hallama (1979)

Eino Jaakko Untamo Hallama (* 28. März 1917 in Kuopio; † 11. Februar 1996 in Helsinki) war ein finnischer Diplomat und parteiloser Politiker, der unter anderem zwischen 1963 und 1964 im Kabinett Lehto Außenminister und später Botschafter in mehreren Ländern war. Er war einer der einflussreichsten Beamten in der Außenpolitik während der von 1956 bis 1982 dauernden Amtszeit von Staatspräsident Urho Kekkonen.

## Leben
Eino Jaakko Untamo Hallama besuchte das Lyzeum in Kuopio und begann 1938 ein Studium an der University of Cambridge, welches er 1941 mit einem Bachelor of Science (B.Sc.) beendete. Daraufhin trat er in den diplomatischen Dienst ein und war von 1941 bis 1943 zunächst Assistent im Außenministerium sowie von 1943 bis 1945 Assistent an der Auslandsvertretung in der Schweiz und fand danach zwischen 1945 und 1948 Verwendung als Abteilungssekretär im Außenministerium. Im Anschluss fungierte er von 1948 bis 1949 Botschaftssekretär an der Botschaft in Belgien und zwischen 1949 und 1952 als Botschaftssekretär an der Botschaft in den USA. Nach einer Verwendung von 1952 bis 1954 als Abteilungsleiter im Außenministerium war er zwischen 1954 und 1958 als Botschaftsrat in der Sowjetunion tätig. Er baute sich in dieser Zeit fundierte Kenntnisse über die Sowjetunion und ihr politisches System auf. Nach seiner Rückkehr fungierte er zwischen 1959 und 1962 als Leiter der politischen Abteilung des Außenministeriums und daraufhin von 1962 bis 1967 als Chef der Kanzlei des Außenministeriums im Range eines Staatssekretärs.

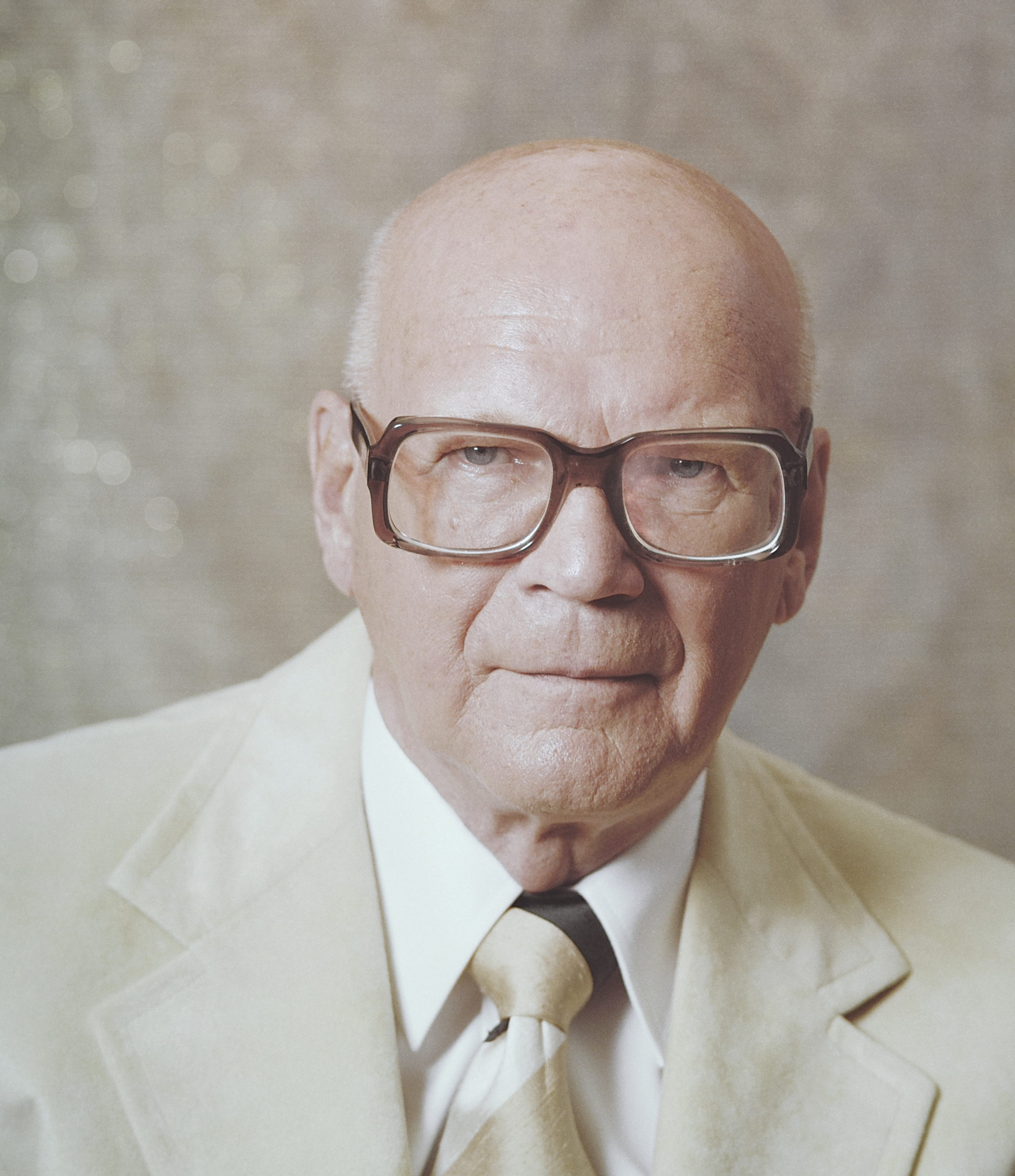
Staatspräsident Urho Kekkonen, in dessen von 1956 bis 1982 dauernden Amtszeit Halama einer der einflussreichsten Beamten in der Außenpolitik Finnlands war.

In dieser Funktion wurde Hallama am 18. Dezember 1963 im parteiunabhängigen geschäftsführenden Kabinett Lehto Außenministers (Ulkoasiainministeri) und behielt diesen Posten bis zum 12. September 1964.
1967 wurde Halama als Nachfolger von Jorma Vanamo erstmals Botschafter in der Sowjetunion und verblieb auf diesem Posten in Moskau bis 1970, woraufhin Björn-Olof Alholm ihn ablöste. Zugleich war er zwischen 1967 und 1970 als Botschafter in der Mongolischen Volksrepublik akkreditiert. Im Anschluss löste er Päivö Tarjanne als Botschafter in Dänemark ab und hatte dieses Amt in Kopenhagen bis zu seiner Ablösung durch Veli Helenius 1974 inne. 1974 übernahm er von Björn-Olof Alholm erneut das Amt als Botschafter in der Sowjetunion bis 1982, woraufhin Aarno Karhilo 1983 diesen Posten übernahm. Zugleich war er zwischen 1975 und 1982 auch als Botschafter in Afghanistan akkreditiert. Er war einer der einflussreichsten Beamten in der Außenpolitik Finnlands während der von 1956 bis 1982 dauernden Amtszeit von Staatspräsident Urho Kekkonen. Es wird allgemein angenommen, dass der Hintergrund der weiteren Karriere von Jaakko Hallama die Beziehung zwischen seiner Ehefrau Anita Hallama und dem Staatspräsident Urho Kekkonen war. Dies war jedoch zunächst nicht der Fall. Kekkonen wurde bereits auf ihn während dessen Tätigkeit als Botschaftsrat in der Sowjetunion aufmerksam und hatte großes Vertrauen in seine Zuverlässigkeit.
Seine Aktivitäten wurden jedoch durch eine Parkinson-Krankheit beeinträchtigt, an der er seit 1963 litt, und die die Kommunikation mit anderen Menschen erschwerte. Nach dem Amtsantritt von Staatspräsident Mauno Koivisto als Nachfolger Urho Kekkonens 1982 wurde Veikko Hallama 1983 zur besonderen Verfügung des Außenministeriums gestellt und trat 1984 in den Ruhestand.

## Hintergrundliteratur
- Arto Mansala, Juhani Suomi (Herausgeber): Suomalainen diplomaatti. Muotokuvia muistista ja arkistojen kätköistä, 2003